# Polymerus tumidifrons
Polymerus tumidifrons är en insektsart som beskrevs av Knight 1925. Polymerus tumidifrons ingår i släktet Polymerus och familjen ängsskinnbaggar. Inga underarter finns listade i Catalogue of Life.